# Melodinus scandens
Melodinus scandens là một loài thực vật có hoa trong họ La bố ma. Loài này được J.R.Forst. & G.Forst. mô tả khoa học đầu tiên năm 1775.